# Contea di Shanshan
La contea di Shanshan (鄯善县S, Shànshàn XiànP) è una contea della Cina, situata nella regione autonoma di Xinjiang e amministrata dalla prefettura di Turfan.